# 中国国家足球队
中国国家男子足球队，简称中国男足，是代表中華人民共和國的国家男子足球队，由中国足球协会管理。
最早代表中国的国家足球队可追溯至于1924年创建的中華足球聯合會，于1931年加入国际足联。1949年，在第二次国共内战中国国民党败于中国共产党，中华民国国家足球队跟随国府迁台。中华人民共和国建立后，新政府重新开展足球项目。通过1951年12月的天津第一届全国足球比赛大会，中华全国体育总会中央体训班选拔了30名足球运动员，组建足球队，这被视为中华人民共和国国家足球队的肇始。自次年起，新的国家足球队即代表中国参加国际比赛。但1958年6月7日，中国退出国际足联，直到1970年代，中华人民共和国取代中华民国，获得体育领域的中国代表权后，这支国家足球队才獲廣泛接納參加國際賽。现在中华人民共和国管辖下的香港和澳门地区各自拥有國際足球代表队，并且均为国际足联及亚洲足联的成员，分别以香港足球代表队和澳门足球代表队的名义参加国际赛事。
1974年9月15日，中国成为亚足联会员，中国队开始参加亚洲杯足球赛，于1984年和2004年两度晉身决赛。1979年10月，中国回归国际足联，开始了漫长的冲击世界杯之旅，2002年，中国队首次晉身世界杯决赛圈，也是迄今为止唯一的一次晉級。在奥运赛场上，中国国家足球队曾于1988年首次也是唯一一次晋级奥运会正赛。

## 历史

### 建国初期 (1949-1974年)

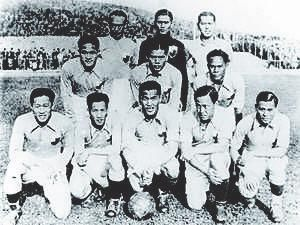
1936年奥运会上的中国足球代表队

在第二次世界大戰之前，中華民國國家足球隊曾經九次贏得遠東運動會足球比賽冠軍，以及參加1936年柏林奧運和1948年倫敦奧運会足球賽。1949年國府遷台，两岸分治後，中華民國國家足球隊初期仍然代表中國參加國際賽，於1954年及1958年兩次贏得亞運足球金牌及參加1960年羅馬奧運，直至1971年聯合國代表權轉變為止。现今代表中華人民共和國的中国国家足球队则成立于1951年。
1951年时，中华全国体育总会为选拔、培养国家级选手，于11月，成立中华全国体育总会中央体训班。12月1日至9日，在天津举办了第一届全国足球比赛大会，当时共有八支球队参赛，分别是六个地区队（东北、华东、华北、西南、中南、西北），以及解放军、铁路队。9日，比赛结束后，大会选拔委员会主任、清华大学教授马约翰宣布30人名单。东北队因是冠军队，11名主力队员全部入选。李凤楼担任中央体训班足球队教练，被视为中华人民共和国第一任国家足球队教练。
1954年4月，中国队前往匈牙利学习，由匈牙利教练阿姆别尔·约瑟夫带队训练。原本是其他专业的中国球员，在约瑟夫的训练下，踢球水平得到提升。阿姆别尔·约瑟夫也是中国国家队历史首位外国主教练。在1956年夏季奥运会上，由于代表权问题，中华人民共和国球队无法参加比赛，约瑟夫亦不再带队。
1957年为第一次参赛1958年世界杯，主场4-3胜印尼但客场0-2负，净胜球差而被淘汰，无缘决赛周。1958年6月7日，中国足球协会由于代表权问题退出国际足联，加上1966年文革爆发，导致中国足球失去与各大足球强国交流机会多年。

### 再次成为国际足联会员 (1974-1980年)
1974年7月14日，第六届亚足联代表大会重新接纳中国足协为亚足联会员，中华人民共和国國家足球隊重新开始代表中国參加各项亚洲赛事， 1976年亞洲盃为中国队自1949年后第一次参加，进入准决赛时，憾败于伊朗0比2，季军战小胜伊拉克1-0，获得季军。
但1978年世界杯由于中华台北男子足球代表队参赛，基于一个中国原则，这次中国队没有参赛。1979年10月13日，国际足联执委会通过决议，重新接纳中国足协为会员。1980年7月7日，国际足联第42届代表大会批准了国际足联执委会做出的关于恢复中国足球协会在国际足联中的合法权利的决定，中华人民共和国国家足球队才能正式代表中国参与各项国际赛事。

### 不断冲击世界杯决赛圈 (1980-2004年)
成为国际足联的成员后，中华人民共和国得以再次以“中国国家足球队”的名义参加国际足球赛事。但在1980年亚洲杯上中国队成绩并不理想，虽小组赛轻松6-0打败孟加拉，2-2打平伊朗，但1-2负于朝鲜，0-1负于叙利亚而被淘汰出局。
1982年世界杯亚太区预选赛中，中国队第二次參賽，在首圈分組賽力壓香港及朝鮮晋级最後一輪外圍賽，在完成所有賽事後，由于客场负于科威特及新西兰，暫列小組次名，有望取得決賽周席位的2个名额之一，但本來落後於中國，排名第三的新西蘭在最後一場外圍賽，作客淨勝沙特阿拉伯五球，令新西蘭與中國分數及得失球差相同，而須於新加坡進行多一場附加賽，最终中國队被迫仓促召回应战并在附加赛中戰败，未能晋级决赛圈。
兩年後的亞洲杯中，中国队首度打入決賽，最後敗給沙特阿拉伯得亞軍。不過，心理素质差一直是1980-1990年代中國隊的通病，以至在比賽中往往被實力次一級的對手打敗。例如1986年世界杯外圍賽主場被香港足球代表队打敗，1990年世界杯外圍賽最后阶段其中兩場對阿聯酋及卡塔爾的賽事，皆在領先對手一球的情況下完場前三分鐘連失兩球反勝為敗，1994年世界杯外圍賽第一轮更在客场敗給伊拉克和弱队也門提早出局，1998年世界杯外圍賽的关乎出线的賽事主场敗給卡塔爾，令中國隊遲遲未能衝出亞洲，參與更高級別的國際賽事，加上1990年代開始，隨著沙特阿拉伯，伊朗，日本以及韓國等其他亞洲國家足球水準也不斷提高，中國足球水準更顯得停滯不前。
2002年世界杯，由於日韓兩國是主辦隊直接進入決賽周，中國隊在米卢执教下击败日韓以外的隊伍如烏茲別克，阿聯酋，阿曼及卡塔爾取得出線資格首次晉身決賽周，但中國隊在決賽周面对同组的强队巴西、哥斯达黎加、土耳其时，三場小組賽皆告负，且一球未进。
在2004年亞洲杯，中國以主辦國身份殺入決賽，結果以1-3敗給日本，第二次取得亞洲盃亞軍。

### 十年低谷 (2004-2014年)
2004年亞洲杯之後，中國足球水平退步十分严重，并重蹈20世纪80-90年代的通病，加上升学谋生，假赌黑，娱乐方式多元化等因素影响。在2006年、2010年及2014年連續三屆世界杯外圍賽都在首輪分組賽出局：2006年外圍賽因得失球差不及同分的科威特而喪失小組唯一的出線資格， 2010年外圍賽先後在主场敗给伊拉克及卡塔爾而淪落至小組末席出局；2014年外圍賽客场敗給约旦及主客场被伊拉克雙殺而分組賽出局；亞洲杯方面，亦在2007年及2011年关键赛事分别敗给乌兹别克斯坦和卡塔尔，导致连续两屇決賽周都在首輪分組賽出局。

### 重整旗鼓 (2015-2019年)
2015年亞洲盃外圍賽，中國僅以小組最佳第三名出線決賽周，賽前一致被看淡。豈料中國卻在分組初賽中，分別擊敗沙地阿拉伯、烏茲別克及朝鮮，歷史上首次在亞洲盃分組初賽取得三戰全勝成績。可惜中國隊晉級八強後就面對東道主澳洲，結果以0-2不敵澳洲出局。
2018年世界盃外圍賽亞洲區第二圈，中國做客以0-1敗給卡塔爾及主客皆與香港打和0-0，一度陷於出局边缘，差點被香港淘汰 ，幸在最後一場賽事主場以2-0擊敗卡塔爾，力保小組次名，加上其他組別的次名球隊失分，中國隊得以跻身最佳四隊小組次名，繼2002年世界盃外圍賽之後，再次晉級世界杯亞洲區外圍賽第三轮。中國晉級後與韓國、伊朗、烏茲別克、敘利亞及卡塔爾同組，但外圍賽首循環只取得兩和三負的成績，位列榜尾，出線形勢惡劣。雖然中國在外圍賽次循環表現有所改善，分別擊敗南韓、烏茲別克及卡塔爾，但因之前失分太多，尤其主场败于叙利亚的影响足以致命，加上客场对叙利亚也被逼和，只取得小組第五名被淘汰出局，仅差晋级第四轮附加赛的敘利亞1分。

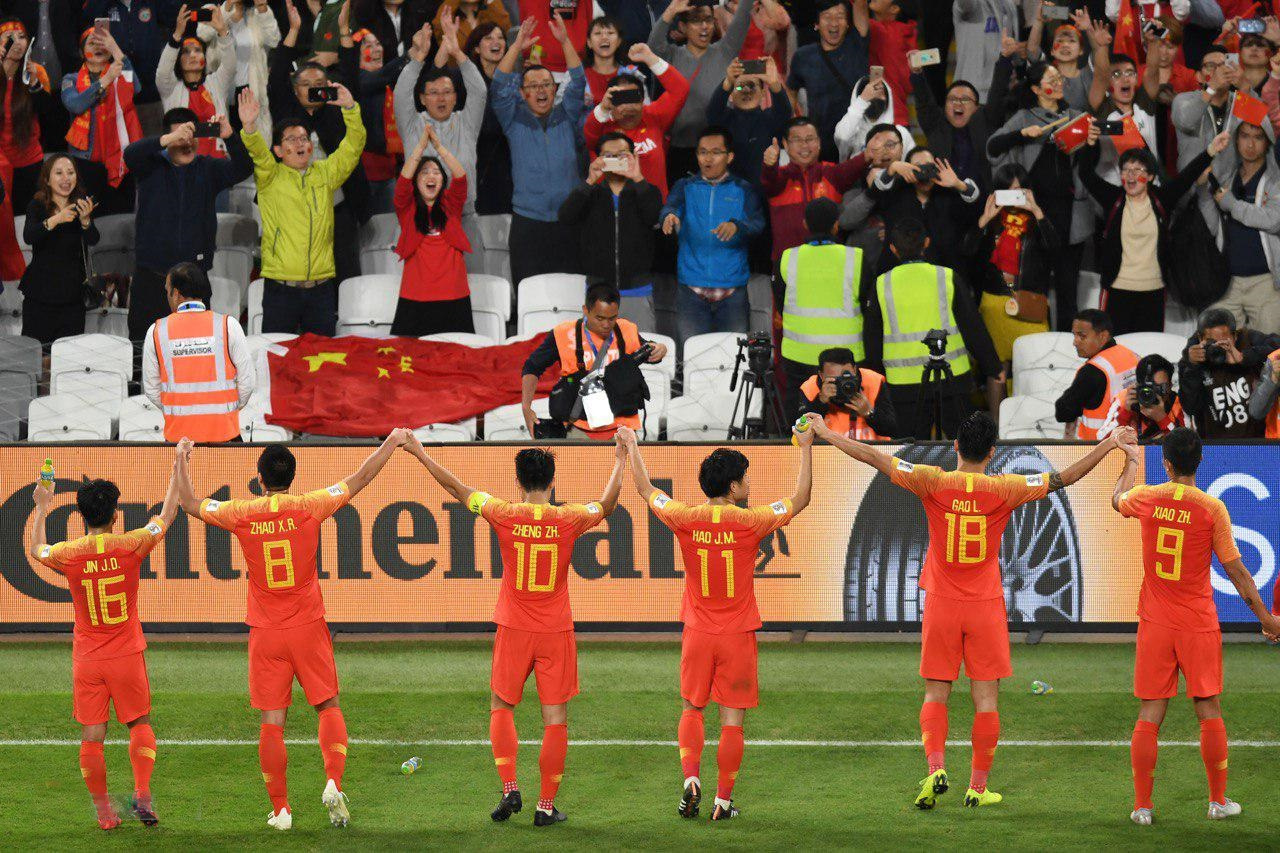
2019年亚洲杯上，中国队在2:1战胜泰国队后。

2019年亞洲盃，中國隊由曾帶領意大利奪取2006年世界杯冠軍的名帥納比領軍，但中國隊表現一般，分組初賽擊敗實力較弱的吉爾吉斯及菲律賓，但最後一仗分組賽不敵韓國，以小組次名晉級十六強。中國在十六強賽以2-1險勝泰國；晉級半準決賽對賽伊朗，後防線連續三次出現致命失誤，讓伊朗人抓住機會，最後以0-3大敗出局。中國國家隊主教練里皮在賽後新聞發佈會宣佈與中國足協合同到期不再續約。另一位意大利教练法比奥·卡纳瓦罗被任命为临时主教练，但他在2019年中国杯结束后便宣告不会接手国足。

### 不断下坡 (2019年-)
由于缺乏寻找新教练的选择，中国足协于2019年再次任命里皮为国足主教练。由于青黄不接及为了尽快提高球队的实力，中国队开始对外籍球员进行一系列的入籍，包括出生在英国的塞浦路斯球员李可和另一名出生在英国的球员蒋光太，随后没有中国血统的巴西球员艾克森更被归化为国足大军一员。但是，中国队的2022年世界杯预选赛征途依旧比预期布满荆棘，在第二輪分組賽中，在客场以1-2敗给敘利亞后，里皮第二次辞去主教练职务。
2020年1月，曾参加过2002年世界杯球员的前国足球员李铁被任命为中国队教练，其任务是带领中国队进入2022年世界杯预选赛第三轮。此时中国队落后小组头名叙利亚5分。在李铁执教的任期内，中国最终在剩下的比赛中，主場以0-7战胜关岛，但因2019冠状病毒病疫情，马尔代夫和叙利亚队内发生感染，无法入境中国，亚足联决定将A组剩余赛事移师阿联酋沙迦举行。最终以2-0战胜菲律賓、5-0战胜马尔代夫和3-1击败叙利亚，以成绩最好的小组第二成功冲击至下一阶段。第三轮分组抽签后，與澳大利亚、日本、沙特阿拉伯、阿曼及越南爭奪兩個出線決賽周席位。但第三輪外圍賽首場比賽，中國以0-3敗給澳大利亚，接下來再敗給日本0-1和沙特阿拉伯2-3，只能战平阿曼及仅以3-2險勝越南，及後在次循環比賽雖迫和澳大利亞，完成六輪比賽只得五分，陷於出局邊緣。由于战绩不佳，以及其在场外的各类巨大争议，李铁于2021年年底辞职，由同为武汉队的李霄鹏接任国足主帅。岂料李霄鹏接任主帅后，在2022年1月底至2月初的兩輪客场比賽，分別敗給日本0-2，更是在客场敗給之前七輪比賽全敗的越南队1-3，62年来首次输给对手，提早兩輪比賽宣告出局，让中国足球再一次陷入舆论的风波之中。中國在2022年3月底的最後兩場外圍賽只取得一和一負的成績，結果十戰僅得六分以小組第五名完成本屆世界杯外圍賽。
2022年11月26日，中国国家男子足球队原主教练李铁涉嫌严重违法被留置。2023年2月24日，中国足协宣佈聘任亚历山大·扬科维奇擔任中国队主教練。
2023年11月16日，亚历山大·扬科维奇带领的国足踏上2026年世界杯亞洲區第二圈外圍賽的征途，首战客场以2-1击败泰国队，次战主场0-3负于韩国队。
但中国队在2023年亚洲杯上成绩并不理想，小组赛只能战平世界排名比自己低的塔吉克及黎巴嫩0-0，更以0-1不敵主辦國兼衛冕的卡塔爾，三戰兩和一負，而且未有入球，分組賽出局。随后，因扬科维奇在2023年亞足聯亞洲盃糟糕表现下课，新帅布兰科·伊万科维奇接任。
新帅上任首战带领中国队客场挑战新加坡队，在上半场2-0的情况下，被新加坡队连追两球最终2-2战平痛失好局，次轮主场4-1战胜新加坡队。第五轮中国队主场1-1战平泰国队，领先泰国队3分3个净胜球暂列小组第二，但中国队的出线形势不容乐观，泰国队下轮对手为小組墊底的新加坡队，中国队的对手是小組首名的韩国队。也就是说，那句被国足球迷老生常谈的「打平即可出线」又在中国队身上应验了。最后一轮虽然中国队客场0-1不敌韩国队，但由于泰国队仅以3-1战胜新加坡，中国队以与泰国队积分、净胜球、进球数相同的情况之下，凭較佳的對賽成績略优于泰国队，惊险晋级亞洲區外圍賽第三圈。
2024年6月27日，2026年世界杯亞洲區第三圈外圍賽的分组抽签仪式将在吉隆坡进行，中国队与印尼、巴林、沙特阿拉伯、澳洲和日本同分在C组。
2024年9月5日，亞洲區第三圈外圍賽展開，首轮中国队作客埼玉2002体育场挑战日本国家足球队，最终以0-7负于对手，国足也创造多项惨败纪录：对日本最大比分失利；世界盃外圍賽单场最多失球；世界盃外圍賽最大比分失利。2024年9月10日，第二轮中国队主场迎战沙特阿拉伯，比赛第十四分钟，中国队凭借沙特球员拉贾米不慎打入的一记乌龙球首开纪录。三分钟后沙特队球员卡诺放铲中国队球员，经VAR提示后红牌罚下，中國隊雖未到二十分鐘就取得領先一球及多打一人的優勢，但卻在上半場末段被沙特阿拉伯追平，到下半場完場前更被沙特攻入第二個入球反先，最终在补时阶段被绝杀逆转，1-2负于沙特队。随后客场以1-3敗於澳洲，第三圈外圍賽首三場比賽全敗並失掉十二球。隨後对阵印尼、巴林取得两连胜，完成首循環比賽，與澳洲和沙特阿拉伯兩強同得六分，重燃出線希望。但是次循環比賽開始後，中國接连不敌日本、沙特阿拉伯和澳洲，不但喪失首兩名的直接晉身世界杯決賽周資格，連爭取第四名晉級第四圈外圍賽也岌岌可危。在第9轮的赛事，中國隊在客场以0-1不敌印尼後，已無法取得小組前四名，代表中国队已无缘晋级2026年世界杯，也是时隔68年再负印尼，取得四连败的同时也追平了中国在世预赛的最长连败记录。中国队最后一轮在主场以1-0战胜巴林，共积9分，排于C组第5名，结束了本届世界杯亚洲区外围赛的征程。

## 发展
2011年中国大陆的青少年足球人口相比1995年减少了将近99%，全国面临无人踢球的窘境，各年龄段国家队、俱乐部队选拔青训球员极度困难，如中国顶级联赛球会北京国安曾举行选秀活动，本打算招收一个队的球员，最终竟然只招入2人。而众多足球学校大多摇摇欲坠濒临倒闭。据2011年的统计，中国境内的注册球员数量已不足越南注册球员之20%、日本注册球员之1%、以及法国之0.1%。
2015年2月27日，中共中央总书记习近平主持召开中央全面深化改革领导小组第十次会议，审议通过《中国足球改革发展总体方案》。3月16日，国务院办公厅对外发布《中国足球改革发展总体方案》，《方案》涉及足协改革、联赛改革、国足建设、青训体系、申办世界杯、中国联赛足彩等内容，从国家层面明确了足球的战略意义，此举备受外界瞩目。
2019年6月7日對菲律賓友誼賽有首名歸化球員李可出場。2019年8月18日，首名無華裔血統歸化球員前鋒艾克森入選中國隊大軍名單。
2021年12月28日，中国国家体育总局要求中國国家队及U23国家队运动员严禁有新的纹身，对已有纹身者要自行清除纹身以及遮挡紋身；U20国家队及以下各级国家队，严禁征调有纹身的运动员。

## 影响
中国足球联赛是中国唯一拥有巨大利润支持的大型运动联赛，在中国民间足球运动的地位远高于有国球之称的乒乓球和羽毛球，加上一直以来自70年代末至90年代各方面弱势，体委通过体育展示制度优越性及唤醒民族自豪感的需要等因素，球迷们往往把国足的胜负看成是国家的荣辱。由于多次失败的足坛改革，以及多次离谱低级失误导致比赛出局，国家队長期不尽如人意的表现常常被称为“国耻”。2002年世界杯期间，通过电视观看国家队比赛的球迷总数达到3亿；而在2004年亚洲杯国足同日本队的决赛，有超过2.5亿的观众收看了这场赛事，是国际大型体育赛事单场比赛在中国的收视记录。不过随着国足战绩日趋糟糕以及负面新闻导致的不良社会影响，国足比赛开始遭到部分中国球迷抵制。
中国足球队有时也会成为中国大陆流行文化的元素。糟糕的战绩加上大量的负面新闻，使得中国男足经常成为国内民众嘲讽的对象。比如有中国网民根据北京奥运会歌曲《北京欢迎你》改编成搞笑歌曲《国足欢迎你》，以嘲讽中国男足在北京奥运会上的糟糕表现，更有甚者曾在小品中将部分队员直接点名道姓指出来进行调侃。2018年世界杯预选赛中国男足主场在西安朱雀体育场不敌叙利亚后，乐视体育记者巢怡雯本想鼓舞大家，但球迷们“已经结束啦！”“还有七场能全赢吗？“赢不下来吧～很难的啦～”的回答令人们更加失望，甚至有球迷怒骂要退钱。
2013年，中国队在一场友谊赛中坐镇主场1-5不敌泰国，在中国足球群体中引发剧烈讨论。前队长范志毅后续接受媒体采访，斥责中国足球“再下去要输越南了，泰国队输完输越南，再输缅甸，接下来没人输了”和“脸都不要了”在国足惨败或败于世界排名远低于自身的足球代表队后经常会成为焦点，而“泰国队输完输越南”也在2022年世界杯亚洲区外围赛第三轮客场1-3不敌越南得以体现。

## 球員
- 更新日期为2025年6月10日[41]

| 號碼 | 位置 | 球員姓名                 | 出生日期（年齡） | 出賽 | 入球 | 效力球會 |
| ---- | ---- | ------------------------ | ---------------- | ---- | ---- | -------- |
| 1    |      | 颜骏凌（Yan Junling）    | 1991年1月28日    | 57   | 0    | 上海海港 |
| 12   |      | 刘殿座（Liu Dianzuo）    | 1990年6月26日    | 4    | 0    | 成都蓉城 |
| 14   |      | 王大雷（Wang Dalei）     | 1989年1月10日    | 42   | 0    | 山东泰山 |
|      |      |                          |                  |      |      |          |
| 2    | 后卫 | 蒋光太（Tyias Browning） | 1994年5月27日    | 35   | 1    | 上海海港 |
| 3    | 后卫 | 魏震（Wei Zhen）         | 1997年2月12日    | 6    | 0    | 上海海港 |
| 4    | 后卫 | 李磊（Li Lei）           | 1992年5月30日    | 20   | 0    | 北京国安 |
| 5    | 后卫 | 吴少聪（Wu Shaocong）    | 2000年3月20日    | 7    | 0    | 北京国安 |
| 15   | 后卫 | 汪士钦（Wang Shiqin）    | 2003年6月24日    | 0    | 0    | 浙江     |
| 17   | 后卫 | 杨泽翔（Yang Zexiang）   | 1994年12月14日   | 8    | 0    | 上海申花 |
| 18   | 后卫 | 韩鹏飞（Han Pengfei）    | 1993年4月28日    | 4    | 0    | 成都蓉城 |
| -    | 后卫 | 朱辰杰（Zhu Chenjie）    | 2000年8月23日    | 34   | 1    | 上海申花 |
|      |      |                          |                  |      |      |          |
| 6    | 中場 | 王上源（Wang Shangyuan） | 1993年6月2日     | 28   | 1    | 河南     |
| 7    | 中場 | 徐皓阳（Xu Haoyang）     | 1999年1月15日    | 9    | 0    | 上海申花 |
| 8    | 中場 | 赛尔吉尼奥（Serginho）   | 1995年3月15日    | 3    | 0    | 北京国安 |
| 16   | 中場 | 黄政宇（Huang Zhengyu）  | 1997年1月24日    | 4    | 0    | 山东泰山 |
| 20   | 中場 | 谢文能（Xie Wenneng）    | 2001年2月6日     | 10   | 1    | 山东泰山 |
| 21   | 中場 | 杨明洋（Yang Ming-yang） | 1995年7月11日    | 0    | 0    | 成都蓉城 |
| 23   | 中場 | 侯永永（John Hou Sæter） | 1998年1月13日    | 0    | 0    | 云南玉昆 |
| -    | 中場 | 曹永竞（Cao Yongjing）   | 1997年2月15日    | 4    | 0    | 北京国安 |
|      |      |                          |                  |      |      |          |
| 9    | 前鋒 | 张玉宁（Zhang Yuning）   | 1997年1月5日     | 42   | 7    | 北京国安 |
| 10   | 前鋒 | 王钰栋（Wang Yudong）    | 2006年11月23日   | 3    | 1    | 浙江     |
| 11   | 前鋒 | 林良铭（Lin Liangming）  | 1997年6月4日     | 18   | 3    | 北京国安 |
| 13   | 前鋒 | 刘祝润（Liu Zhurun）     | 2001年10月6日    | 2    | 0    | 大连英博 |
| 19   | 前鋒 | 刘诚宇（Liu Chengyu）    | 2006年7月2日     | 2    | 0    | 上海申花 |
| 22   | 前鋒 | 王子铭（Wang Ziming）    | 1996年8月5日     | 10   | 0    | 北京国安 |

## 赛事

### 近两年比赛
中国队的历史赛事可参考中國國家足球隊比賽資料
| 2024年1月1日 友誼賽 | 中國    | 1–2 | 香港            | 阿聯酋，阿布達比                                                        |
| 21:30 UTC+8         | 谭龙 9' |     | 潘沛軒 51', 59' | 場館： 巴尼亚斯体育场 入場人數： 0（封闭比赛） ： 叶海亚·穆拉（阿联酋） |

| 2024年1月13日 亚洲杯 | 中國 | 0–0  |  | 卡塔尔，多哈                                                                             |
| 22:30 UTC+8          |      | 報告 |  | 場館： 阿卜杜拉·本·哈里發體育場 入場人數： 4,001 ： 穆罕默德·哈立德·胡韦什（沙特阿拉伯） |

| 2024年1月17日 亚洲杯 | 黎巴嫩 | 0–0  | 中國 | 卡塔尔，多哈                                            |
| 20:30 UTC+8          |        | 報告 |      | 場館： 圖瑪瑪體育場 入場人數： 14,137 ： 高亨进（韩国） |

| 2024年1月23日 亚洲杯 |                 | 1–0  | 中國 | 卡塔尔，賴揚                                                           |
| 00:00 UTC+8          | 哈桑·海多斯 66' | 報告 |      | 場館： 哈利法國際體育場 入場人數： 42,104 ： 阿卜杜拉·贾玛利（科威特） |

| 2024年3月21日 世界杯预选赛第二轮 | 新加坡                                | 2–2  | 中國            | 新加坡，加冷                                                         |
| 21:30 UTC+8                      | - 法里斯·拉姆利 53' - 雅各布·马勒 81' | 報告 | 武磊 10', 45+2' | 場館： 新加坡国家体育场 入場人數： 28,414 ： 肖恩·埃文斯（澳大利亚） |

| 2024年3月26日 世界杯预选赛第二轮 | 中國                                          | 4–1  | 新加坡            | 中国，天津                                                           |
| 20:00 UTC+8                      | - 武磊 21', 85' - 费南多 65'（） - 韦世豪 90' | 報告 | 法里斯·拉姆利 22' | 場館： 天津奥体中心体育场 入場人數： 42,977 ： 奥马尔·阿里（阿联酋） |

| 2024年6月6日 世界杯预选赛第二轮 | 中國                      | 1–1 | 泰國              | 中国，沈阳                                                          |
| 20:00 UTC+8                     | - 拜合拉木·阿卜杜外力 79' |     | - 素帕触·讪差 20' | 場館： 沈阳奥林匹克体育中心 入場人數： 46,979 ： Ilgiz Tantashev () |

| 2024年6月11日 世界杯预选赛第二轮 |            | 1–0 | 中國 | 韩国，首尔            |
| 19:00 UTC+8                      | 李刚仁 61' |     |      | 場館： 首尔世界杯球场 |

| 2024年9月5日 世界杯预选赛第三轮 | 日本                                                                                           | 7–0 | 中國 | 日本，埼玉            |
| 18:35 UTC+8                     | - 远藤航 12' - 三笘薰 45+2' - 南野拓实 52', 58' - 伊东纯也 77' - 前田大然 87' - 久保建英 90+5' |     |      | 場館： 埼玉2002体育场 |

| 2024年9月10日 世界杯预选赛第三轮 | 中國                          | 1–2 | 沙烏地阿拉伯                               | 中国，大连                  |
| 20:00 UTC+8                      | - 阿里·阿劳杰米 14'（乌龙球） |     | - 哈桑·卡德什 39', 90' - 穆罕默德·卡努 19' | 場館： 大连梭鱼湾专业足球场 |

| 2024年10月10日 世界杯预选赛第三轮 |                                                               | 3–1 | 中國                                 | 澳大利亚，阿德莱德          |
| 17:10 UTC+8                       | - 刘易斯·米勒 45+2' - 克雷格·古德温 53' - 尼山.韦卢皮莱 90+2' |     | - 谢文能 20' - 李磊 36' - 王上源 66' | 場館： 阿德莱德椭圆形体育场 |

| 2024年10月15日 世界杯预选赛第三轮 | 中國                                   | 2–1 | 印度尼西亞      | 中国，青岛        |
| 20:00 UTC+8                       | - 拜合拉木·阿卜杜外力 21' - 张玉宁 40' |     | - 托姆·海耶 86' | 場館： 青春足球场 |

| 2024年11月14日 世界杯预选赛第三轮 | 巴林                  | 0–1 | 中國           | 巴林，里法            |
| 22:00 UTC+8                       | - 瓦利德·哈亚姆 90+9' |     | - 张玉宁 90+1' | 場館： 巴林国家体育场 |

| 2024年11月19日 世界杯预选赛第三轮 | 中國         | 1–3 | 日本                               | 中国，厦门            |
| 20:00 UTC+8                       | - 林良铭 48' |     | - 小川航基 39', 54' - 板仓滉 45+6' | 場館： 厦门白鹭体育场 |

| 2025年3月16日 友誼賽 | 科威特 | 1–3 | 中國 | 阿聯酋，迪拜 |
| 1:30 UTC+8           |        |     |      |              |

| 2025年3月21日 世界杯预选赛第三轮 | 沙烏地阿拉伯        | 1–0 | 中國                        | 沙特阿拉伯，利雅德                                                   |
| 2:15 UTC+8                       | - 萨利姆·多萨里 50' |     | - 王上源 21' - 林良铭 45+1' | 場館： 沙特国王大学体育场 入場人數： 24,742 ： 奥尔马·阿里（阿联酋） |

| 2025年3月25日 世界杯预选赛第三轮 | 中國         | 0–2 |                                       | 中国，杭州市                                                             |
| 19:00 UTC+8                      | - 谢文能 13' |     | - 杰克逊·欧文 16' - 尼山·韦卢皮莱 29' | 場館： 杭州奥体中心体育场 入場人數： 70,588 ： 穆乌德·邦亚迪法德（伊朗） |

| 2025年6月5日 世界杯预选赛第三轮 | 印度尼西亞            | 1–0  | 中國 | 印度尼西亚，雅加达                                                  |
| 20:45 UTC+7                     | - 奥莱·罗梅尼 45'（） | 報告 |      | 場館： 朋卡諾體育場主場館 入場人數： 69,661 ： Rustam Lutfullin（） |

| 2025年6月10日 世界杯预选赛第三轮 | 中國               | 1–0  | 巴林 | 中国，重庆市                                                            |
| 19:00 UTC+8                      | - 王钰栋 90+3'（） | 報告 |      | 場館： 重庆龙兴足球场 入場人數： 51,236 ： 阿德尔·阿里·纳克比（阿联酋） |

| 2025年7月7日 东亚足球锦标赛 |                                       | 3–0 | 中國 | 韩国，龙仁市                                                    |
| 20:00 UTC+8                 | - 李東炅 8' - 周敏圭 21' - 金朱晟 56' |     |      | 場館： 龙仁龙体育场 入場人數： 4,426 ： Tuan Yaasin（馬來西亞） |

| 2025年7月11日 东亚足球锦标赛 | 日本                          | 2–0 | 中國 | 韩国，龙仁市                                                  |
| 19:24 UTC+8                  | - 細谷真大 11' - 望月海輝 63' |     |      | 場館： 龙仁龙体育场 入場人數： 1,661 ： 西瓦功·布烏東（泰國） |

| 2025年7月15日 东亚足球锦标赛 | 中國         | 1–0 | 香港 | 韩国，龙仁市        |
| 15:00 UTC+8                  | - 黄政宇 20' |     |      | 場館： 龙仁龙体育场 |

### 世界杯成绩
| 年份   | 决赛圈成绩 | 总排名   | 场次     | 胜       | 平       | 负       | 入球     | 失球     | 预选赛     | 场次   | 胜     | 平     | 负     | 入球   | 失球   |
| ------ | ---------- | -------- | -------- | -------- | -------- | -------- | -------- | -------- | ---------- | ------ | ------ | ------ | ------ | ------ | ------ |
| 1930年 | 未参赛     | 未参赛   | 未参赛   | 未参赛   | 未参赛   | 未参赛   | 未参赛   | 未参赛   | 未参赛     | 未参赛 | 未参赛 | 未参赛 | 未参赛 | 未参赛 | 未参赛 |
| 1934年 | 未参赛     | 未参赛   | 未参赛   | 未参赛   | 未参赛   | 未参赛   | 未参赛   | 未参赛   | 未参赛     | 未参赛 | 未参赛 | 未参赛 | 未参赛 | 未参赛 | 未参赛 |
| 1938年 | 未参赛     | 未参赛   | 未参赛   | 未参赛   | 未参赛   | 未参赛   | 未参赛   | 未参赛   | 未参赛     | 未参赛 | 未参赛 | 未参赛 | 未参赛 | 未参赛 | 未参赛 |
| 1950年 | 未参赛     | 未参赛   | 未参赛   | 未参赛   | 未参赛   | 未参赛   | 未参赛   | 未参赛   | 未参赛     | 未参赛 | 未参赛 | 未参赛 | 未参赛 | 未参赛 | 未参赛 |
| 1954年 | 未参赛     | 未参赛   | 未参赛   | 未参赛   | 未参赛   | 未参赛   | 未参赛   | 未参赛   | 未参赛     | 未参赛 | 未参赛 | 未参赛 | 未参赛 | 未参赛 | 未参赛 |
| 1958年 | 未能晋级   | 未能晋级 | 未能晋级 | 未能晋级 | 未能晋级 | 未能晋级 | 未能晋级 | 未能晋级 | 首轮附加赛 | 3      | 1      | 1      | 1      | 4      | 5      |
| 1962年 | 未参赛     | 未参赛   | 未参赛   | 未参赛   | 未参赛   | 未参赛   | 未参赛   | 未参赛   | 未参赛     | 未参赛 | 未参赛 | 未参赛 | 未参赛 | 未参赛 | 未参赛 |
| 1966年 | 未参赛     | 未参赛   | 未参赛   | 未参赛   | 未参赛   | 未参赛   | 未参赛   | 未参赛   | 未参赛     | 未参赛 | 未参赛 | 未参赛 | 未参赛 | 未参赛 | 未参赛 |
| 1970年 | 未参赛     | 未参赛   | 未参赛   | 未参赛   | 未参赛   | 未参赛   | 未参赛   | 未参赛   | 未参赛     | 未参赛 | 未参赛 | 未参赛 | 未参赛 | 未参赛 | 未参赛 |
| 1974年 | 未参赛     | 未参赛   | 未参赛   | 未参赛   | 未参赛   | 未参赛   | 未参赛   | 未参赛   | 未参赛     | 未参赛 | 未参赛 | 未参赛 | 未参赛 | 未参赛 | 未参赛 |
| 1978年 | 未参赛     | 未参赛   | 未参赛   | 未参赛   | 未参赛   | 未参赛   | 未参赛   | 未参赛   | 未参赛     | 未参赛 | 未参赛 | 未参赛 | 未参赛 | 未参赛 | 未参赛 |
| 1982年 | 未能晋级   | 未能晋级 | 未能晋级 | 未能晋级 | 未能晋级 | 未能晋级 | 未能晋级 | 未能晋级 | 决赛附加赛 | 12     | 7      | 2      | 3      | 19     | 8      |
| 1986年 | 未能晋级   | 未能晋级 | 未能晋级 | 未能晋级 | 未能晋级 | 未能晋级 | 未能晋级 | 未能晋级 | 首轮       | 6      | 4      | 1      | 1      | 23     | 2      |
| 1990年 | 未能晋级   | 未能晋级 | 未能晋级 | 未能晋级 | 未能晋级 | 未能晋级 | 未能晋级 | 未能晋级 | 决赛轮     | 11     | 7      | 0      | 4      | 18     | 9      |
| 1994年 | 未能晋级   | 未能晋级 | 未能晋级 | 未能晋级 | 未能晋级 | 未能晋级 | 未能晋级 | 未能晋级 | 首轮       | 8      | 6      | 0      | 2      | 18     | 4      |
| 1998年 | 未能晋级   | 未能晋级 | 未能晋级 | 未能晋级 | 未能晋级 | 未能晋级 | 未能晋级 | 未能晋级 | 决赛轮     | 14     | 8      | 3      | 3      | 24     | 16     |
| 2002年 | 第一轮     | 31       | 3        | 0        | 0        | 3        | 0        | 9        | 决赛轮     | 14     | 12     | 1      | 1      | 38     | 5      |
| 2006年 | 未能晋级   | 未能晋级 | 未能晋级 | 未能晋级 | 未能晋级 | 未能晋级 | 未能晋级 | 未能晋级 | 次轮       | 6      | 5      | 0      | 1      | 14     | 1      |
| 2010年 | 未能晋级   | 未能晋级 | 未能晋级 | 未能晋级 | 未能晋级 | 未能晋级 | 未能晋级 | 未能晋级 | 第三轮     | 8      | 3      | 3      | 2      | 14     | 4      |
| 2014年 | 未能晋级   | 未能晋级 | 未能晋级 | 未能晋级 | 未能晋级 | 未能晋级 | 未能晋级 | 未能晋级 | 第三轮     | 8      | 5      | 0      | 3      | 23     | 9      |
| 2018年 | 未能晋级   | 未能晋级 | 未能晋级 | 未能晋级 | 未能晋级 | 未能晋级 | 未能晋级 | 未能晋级 | 第三轮     | 18     | 8      | 5      | 5      | 35     | 11     |
| 2022年 | 未能晋级   | 未能晋级 | 未能晋级 | 未能晋级 | 未能晋级 | 未能晋级 | 未能晋级 | 未能晋级 | 第三轮     | 18     | 7      | 4      | 7      | 39     | 22     |
| 2026年 | 未能晋级   | 未能晋级 | 未能晋级 | 未能晋级 | 未能晋级 | 未能晋级 | 未能晋级 | 未能晋级 | 第三轮     | 16     | 5      | 2      | 9      | 16     | 29     |
| 总结   | 1/22       | -        | 3        | 0        | 0        | 3        | 0        | 9        | -          | 142    | 78     | 22     | 42     | 285    | 125    |

### 2002年世界盃足球賽
| 排名 | 隊伍   | 賽 | 勝 | 和 | 負 | 得 | 失 | 差 | 分 | 獲得資格   |
| ---- | ------ | -- | -- | -- | -- | -- | -- | -- | -- | ---------- |
| 1    | 巴西   | 3  | 3  | 0  | 0  | 11 | 3  | +8 | 9  | 晉級淘汰賽 |
| 2    | 土耳其 | 3  | 1  | 1  | 1  | 5  | 3  | +2 | 4  | 晉級淘汰賽 |
| 3    |        | 3  | 1  | 1  | 1  | 5  | 6  | −1 | 4  |            |
| 4    | 中國   | 3  | 0  | 0  | 3  | 0  | 9  | −9 | 0  |            |

| 2002年6月4日 | 中國 | 0 – 2 |                       | 韩国光州                                                     |
| 15:30        |      |       | 戈麦斯 61' · 赖特 65' | 場館： 光州世界盃競技場 入場人數： 27,217 ： 基羅斯·瓦薩拉斯 |

| 2002年6月8日 | 巴西                                                                   | 4 – 0 | 中國 | 韩国西归浦                                                   |
| 20:30        | 罗伯托·卡洛斯 15' · 里瓦尔多 32' · 罗纳尔迪尼奥 45'（） · 罗纳尔多 55' |       |      | 場館： 濟州世界盃競技場 入場人數： 36,750 ： 安德斯·弗里斯克 |

| 2002年6月13日 | 土耳其                                                  | 3 – 0 | 中國 | 韩国漢城                                                   |
| 15:30         | 哈桑·萨斯 6' · 比伦特·科尔克马兹 9' · 于米特·达瓦拉 85' |       |      | 場館： 漢城世界盃體育場 入場人數： 43,605 ： 奥斯卡·鲁伊斯 |

### 亚洲杯成绩
| 年份   | 最終成績     | 隊數 | 場數 | 勝 | 和 | 負 | 入球 | 失球 |
| ------ | ------------ | ---- | ---- | -- | -- | -- | ---- | ---- |
| 1956年 | 無參賽       | -    | -    | -  | -  | -  | -    | -    |
| 1960年 | 無參賽       | -    | -    | -  | -  | -  | -    | -    |
| 1964年 | 無參賽       | -    | -    | -  | -  | -  | -    | -    |
| 1968年 | 無參賽       | -    | -    | -  | -  | -  | -    | -    |
| 1972年 | 無參賽       | -    | -    | -  | -  | -  | -    | -    |
| 1976年 | 季軍         | 6    | 4    | 1  | 1  | 2  | 2    | 4    |
| 1980年 | 第一轮       | 10   | 4    | 1  | 1  | 2  | 9    | 5    |
| 1984年 | 亞軍         | 10   | 6    | 4  | 0  | 2  | 11   | 4    |
| 1988年 | 第四名       | 10   | 6    | 2  | 2  | 2  | 7    | 5    |
| 1992年 | 季軍         | 8    | 5    | 1  | 3  | 1  | 6    | 6    |
| 1996年 | 八強         | 12   | 4    | 1  | 0  | 3  | 6    | 7    |
| 2000年 | 第四名       | 12   | 6    | 2  | 2  | 2  | 11   | 7    |
| 2004年 | 亞軍         | 16   | 6    | 3  | 2  | 1  | 13   | 6    |
| 2007年 | 第一轮       | 16   | 3    | 1  | 1  | 1  | 7    | 6    |
| 2011年 | 第一轮       | 16   | 3    | 1  | 1  | 1  | 4    | 4    |
| 2015年 | 八強         | 16   | 4    | 3  | 0  | 1  | 5    | 4    |
| 2019年 | 八強         | 24   | 5    | 3  | 0  | 2  | 7    | 7    |
| 2023年 | 第一轮       | 24   | 3    | 0  | 2  | 1  | 0    | 1    |
| 2027年 | 已晉身會內賽 | -    | -    | -  | -  | -  | -    | -    |
| 總結   | 13/18        | -    | 59   | 23 | 15 | 21 | 88   | 66   |

注：只统计90分钟内的比赛结果。

### 夏季奧運會足球比赛成绩
| 年度            | 參賽成績                 | 會外賽戰績      | 會外賽戰績      | 會外賽戰績      | 會外賽戰績      | 會外賽戰績      | 會外賽戰績      | 會內賽戰績      | 會內賽戰績      | 會內賽戰績      | 會內賽戰績      | 會內賽戰績      | 會內賽戰績      |
| 年度            | 參賽成績                 | 賽數            | 勝              | 和              | 負              | 得球            | 失球            | 賽數            | 勝              | 和              | 負              | 得球            | 失球            |
| 以 中國名义参赛 | 以 中國名义参赛          | 以 中國名义参赛 | 以 中國名义参赛 | 以 中國名义参赛 | 以 中國名义参赛 | 以 中國名义参赛 | 以 中國名义参赛 | 以 中國名义参赛 | 以 中國名义参赛 | 以 中國名义参赛 | 以 中國名义参赛 | 以 中國名义参赛 | 以 中國名义参赛 |
| --------------- | ------------------------ | --------------- | --------------- | --------------- | --------------- | --------------- | --------------- | --------------- | --------------- | --------------- | --------------- | --------------- | --------------- |
| 1936—柏林       | 會內賽16強第12名         | -               | -               | -               | -               | -               | -               | 1               | 0               | 0               | 1               | 0               | 2               |
| 1948—伦敦       | 會內賽16強第14名         | -               | -               | -               | -               | -               | -               | 1               | 0               | 0               | 1               | 0               | 4               |
| 以 中國名义参赛 |                          |                 |                 |                 |                 |                 |                 |                 |                 |                 |                 |                 |                 |
| 1952—赫尔辛基   | 晋级但未参赛*            | -               | -               | -               | -               | -               | -               | -               | -               | -               | -               | -               | -               |
| 1956—墨尔本     | 晋级但退出               | -               | -               | -               | -               | -               | -               | -               | -               | -               | -               | -               | -               |
| 1960—罗马       | 未参加，中国非奥委会会员 | -               | -               | -               | -               | -               | -               | -               | -               | -               | -               | -               | -               |
| 1964—东京       | 未参加，中国非奥委会会员 | -               | -               | -               | -               | -               | -               | -               | -               | -               | -               | -               | -               |
| 1968—墨西哥城   | 未参加，中国非奥委会会员 | -               | -               | -               | -               | -               | -               | -               | -               | -               | -               | -               | -               |
| 1972—慕尼黑     | 未参加，中国非奥委会会员 | -               | -               | -               | -               | -               | -               | -               | -               | -               | -               | -               | -               |
| 1976—蒙特利尔   | 未参加，中国非奥委会会员 | -               | -               | -               | -               | -               | -               | -               | -               | -               | -               | -               | -               |
| 1980—莫斯科     | 資格賽出局，后拒绝参赛   | 5               | 2               | 2               | 1               | 11              | 4               | -               | -               | -               | -               | -               | -               |
| 1984—洛杉矶     | 資格賽出局               | 6               | 2               | 3               | 1               | 10              | 5               | -               | -               | -               | -               | -               | -               |
| 1988—汉城       | 會內賽16強第14名         | 10              | 8               | 1               | 1               | 45              | 1               | 3               | 0               | 1               | 2               | 0               | 5               |

- 注：1952年赫尔辛基奥运会，中国国家队抵达芬兰时足球比赛已结束。

从1992年起奥运会足球比赛参赛条件限制为23岁以下，见中国国家奥林匹克足球队

#### 1988年奧運會
| 1988年9月17日 | 中國 | 0 – 3 | 西德                                         | 韩国釜山                                                          |
| 17:00         |      | 報告  | 沃尔弗拉姆·武特克 31' · 弗兰克·米尔 60', 89' | 場館： 釜山九德运动场 入場人數： 24,000 ： 胡安·丹尼尔·卡尔德利诺 |

| 1988年9月19日 | 瑞典                                | 2 – 0 | 中國 | 韩国大邱                                               |
| 19:00         | 彼得·勒恩 19' · 扬·赫尔斯特罗姆 42' | 報告  |      | 場館： 大邱市民运动场 入場人數： 17,000 ： 巴达拉·塞内 |

| 1988年9月21日 | 突尼西亞 | 0 – 0 | 中國 | 韩国釜山                                                   |
| 17:00         |          | 報告  |      | 場館： 釜山九德运动场 入場人數： 17,000 ： 莱诺克斯·塞居兴 |

#### 1948年奧運會
| 1948年8月2日 | 土耳其                                                        | 4 – 0 | 中國 | 英国沃尔瑟姆斯托                                  |
| 18:30        | 君度士·克勒奇 18', 61' · 胡赛因·赛贡 72' · 库居康东耶迪斯 87' | 報告  |      | 場館： 绿塘径体育场 入場人數： 3,000 ： 约翰·贝克 |

#### 1936年奧運會
| 1936年8月6日 | 英國                            | 2 – 0 | 中國 | 德国柏林                                              |
| 17:30        | 约翰·道兹 55' · 莱斯特·芬奇 65' | 報告  |      | 場館： 莫姆森体育场 入場人數： 8,000 ： 赫尔穆特·芬克 |

### 亚运会足球比赛成绩
| 年份   | 最終比赛     | 總排名 | 隊數 | 場數 | 勝 | 和 | 負 | 入球 | 失球 |
| ------ | ------------ | ------ | ---- | ---- | -- | -- | -- | ---- | ---- |
| 1951年 | 無參賽       | -      | -    | -    | -  | -  | -  | -    | -    |
| 1954年 | 無參賽       | -      | -    | -    | -  | -  | -  | -    | -    |
| 1958年 | 無參賽       | -      | -    | -    | -  | -  | -  | -    | -    |
| 1962年 | 無參賽       | -      | -    | -    | -  | -  | -  | -    | -    |
| 1966年 | 無參賽       | -      | -    | -    | -  | -  | -  | -    | -    |
| 1970年 | 無參賽       | -      | -    | -    | -  | -  | -  | -    | -    |
| 1974年 | 小组赛       | 第10名 | 15   | 3    | 1  | 0  | 2  | 7    | 4    |
| 1978年 | 季军（铜牌） | 第3名  | 14   | 7    | 5  | 0  | 2  | 16   | 5    |
| 1982年 | 四分之一决赛 | 第7名  | 16   | 4    | 2  | 1  | 1  | 4    | 3    |
| 1986年 | 四分之一决赛 | 第7名  | 18   | 4    | 2  | 1  | 1  | 10   | 7    |
| 1990年 | 四分之一决赛 | 第5名  | 14   | 4    | 2  | 0  | 2  | 8    | 4    |
| 1994年 | 亚军（银牌） | 第2名  | 18   | 7    | 5  | 1  | 1  | 17   | 9    |
| 1998年 | 季军（铜牌） | 第3名  | 23   | 8    | 6  | 0  | 2  | 24   | 6    |

注：
- *从2002年起亚运会足球比赛的参赛条件限制在23岁以下，见中国国家奥林匹克足球队。
- 只统计90分钟内的比赛结果。

### 東亞足球錦標賽成績
| 年份           | 最終成績 | 總排名 | 隊數 | 場數 | 勝 | 和 | 負 | 入球 | 失球 |
| -------------- | -------- | ------ | ---- | ---- | -- | -- | -- | ---- | ---- |
| 前东亚四强赛   |          |        |      |      |    |    |    |      |      |
| 1990年         | 亚军     | 第2名  | 4    | 3    | 2  | 0  | 1  | 3    | 1    |
| 1992年         | 殿军     | 第4名  | 4    | 3    | 0  | 1  | 2  | 2    | 6    |
| 1995年         | 殿军     | 第4名  | 4    | 3    | 0  | 2  | 1  | 1    | 2    |
| 1998年         | 亚军     | 第2名  | 4    | 3    | 2  | 0  | 1  | 4    | 2    |
| 總結           | 4/4      | -      | -    | 12   | 4  | 3  | 5  | 10   | 11   |
| 东亚足球锦标赛 |          |        |      |      |    |    |    |      |      |
| 2003年         | 季軍     | 第3名  | 4    | 3    | 1  | 0  | 2  | 3    | 4    |
| 2005年         | 冠軍     | 第1名  | 4    | 3    | 1  | 2  | 0  | 5    | 3    |
| 2008年         | 季軍     | 第3名  | 4    | 3    | 1  | 0  | 2  | 5    | 5    |
| 2010年         | 冠軍     | 第1名  | 4    | 3    | 2  | 1  | 0  | 5    | 0    |
| 2013年         | 亞軍     | 第2名  | 4    | 3    | 1  | 2  | 0  | 7    | 6    |
| 2015年         | 亞軍     | 第2名  | 4    | 3    | 1  | 1  | 1  | 3    | 3    |
| 2017年         | 季軍     | 第3名  | 4    | 3    | 0  | 2  | 1  | 4    | 5    |
| 2019年         | 季軍     | 第3名  | 4    | 3    | 1  | 0  | 2  | 3    | 3    |
| 2022年         | 季軍     | 第3名  | 4    | 3    | 1  | 1  | 1  | 1    | 3    |
| 總結           |          | -      | -    | 25   | 9  | 9  | 9  | 38   | 32   |

## 排名
在1998年12月公佈的国际足联世界排名中，中國國家男子足球隊名列第 37 位，是至今排名最高的成績。而在2013年3月的世界排名中，中国男足排在 109 位，是目前為止最差的一次排名。
2025年4月3日，国际足联公佈的最新排名排在94位，亚洲第14位。：
- 積分：1250.95分
- 世界排名：第94位 （共210個國家／地區）
- 亞洲排名：第11位 （共46個國家／地區）

## 纪录

### 赛事及比分纪录
1949年前
- 第一场国际正式比赛：
  -  菲律宾 0 - 1 中國 （菲律宾马尼拉，1913年1月31日，第一届远东运动会足球比赛）
- 第一场国际A级比赛[c]：
  -  菲律宾 1 - 5 中國 （菲律宾马尼拉，1925年5月15日，第七届远东运动会足球比赛）
- 最大比分失利比赛：
  - 阿德米拉 11 - 0 中國 （奧地利維也納，1936年8月16日，访问比赛）

1949年后
- 第一场国际A级比赛：
  -  芬兰 4 - 0 中国 （芬兰赫尔辛基，1952年8月4日，访问比赛）
- 最大比分胜利的国际A级比赛：
  -  中国 19 - 0 关岛 （越南胡志明市，2000年1月26日，2000年亚洲杯预选赛）
- 最大比分失利的国际A级比赛：
  -  巴西 8 - 0 中國 （巴西累西腓；2012年9月10日，访问比赛）

### 为中国队出场次数最多的球员
截至2024年6月11日比赛后
| 排名 | 球員   | 代表次數 | 效力年份    |
| ---- | ------ | -------- | ----------- |
| 1    | 李玮锋 | 112      | 1998 - 2011 |
| 2    | 朱波   | 111      | 1983 - 1993 |
| 3    | 郜林   | 109      | 2005 - 2019 |
| 4    | 范志毅 | 108      | 1992 - 2002 |
| 4    | 郑智   | 108      | 2002 - 2019 |
| 6    | 张琳芃 | 105      | 2009 - 2024 |
| 7    | 郝海东 | 104      | 1992 - 2004 |
| 8    | 武磊   | 97       | 2010 -      |
| 9    | 李明   | 94       | 1992 - 2004 |
| 10   | 李铁   | 92       | 1997 - 2007 |

### 入球最多的球员
截至2024年3月26日比赛后
| 排名 | 球員   | 進球 | 效力年份    |
| ---- | ------ | ---- | ----------- |
| 1    | 郝海东 | 40   | 1992 - 2004 |
| 2    | 武磊   | 36   | 2010 - 至今 |
| 3    | 柳海光 | 31   | 1983 - 1990 |
| 4    | 马林   | 29   | 1984 - 1990 |
| 5    | 杨旭   | 28   | 2009 - 2019 |
| 6    | 宿茂臻 | 27   | 1992 - 2002 |
| 7    | 李金羽 | 25   | 1997 - 2008 |
| 8    | 郜林   | 22   | 2005 - 2019 |
| 9    | 黎兵   | 21   | 1991 - 2001 |
| 10   | 赵达裕 | 20   | 1982 - 1986 |

### 著名球员
（按球员出生地区分类）
归化：
洛国富 （1988，巴西）艾克森（1989，巴西） 阿兰·卡瓦略（1989，巴西） 李可（1993，英格兰） 蒋光太 （1994，英格兰）塞尔吉尼奥（1995，巴西）杨明洋（1995，瑞士）
辽宁：
李朝贵（1925） 孙福成（1927） 姜杰祥（1932） 陈家亮（1933） 丛者余（1934） 张京天（1935） 高丰文（1939） 李应发（1946） 王积连（1946） 迟尚斌（1949） 刘志才（1954） 王长太（1955） 林乐丰（1955） 黄向东（1958） 朱波（1960） 高升（1962） 唐尧东（1962） 王军（1963） 傅玉斌（1963） 贾秀全（1963） 赵发庆（1964） 董礼强（1965） 王涛（1967） 徐弘（1968） 高峰（1971） 张恩华（1973） 肖战波（1975） 孙继海（1977） 李铁（1977） 李金羽（1977） 张玉宁（1977） 肇俊哲（1979） 张永海（1979） 郑智（1980） 季铭义（1980） 安琦（1981） 徐亮（1981） 张耀坤（1981） 杜震宇（1983） 董方卓（1985） 陈涛（1985） 冯潇霆（1985） 赵旭日（1985） 周海滨（1985） 朱挺（1985） 秦升（1986） 刘建业（1987） 崔鹏（1987） 杨旭（1987） 于汉超（1987） 李学鹏（1988） 王大雷（1989） 任航（1989）徐新（1994）
山东：
丛安庆（1925） 孙元云（1937） 赵书田（1938） 邢天恩（1941） 伊秋文（1944） 戚务生（1944） 蔺新江（1946） 相恒庆（1947） 杨安利（1950） 李富胜（1953） 徐永来（1954） 杨培桓（1956） 刘承德（1959） 王东宁（1961） 王宝山（1963） 李华筠（1963） 李勇（1963） 李强（1963） 魏克兴（1963） 矫春本（1964） 郝海东（1970） 宿茂臻（1971） 李明（1971） 陈刚（1972） 刘越（1975） 李霄鹏（1975） 李明（1975） 郝伟（1976） 舒畅（1977） 马永康（1977） 高尧（1978） 王栋（1981） 刘金东（1981） 张帅（1981） 矫喆（1981） 韩鹏（1983） 刘健（1984） 姜宁（1986） 王永珀（1987） 郑龙（1988） 于大宝（1988） 姜至鹏（1989） 张琳芃（1989） 郑铮（1989）刘洋（1995）王子铭（1996）
上海：
张邦綸（1919） 徐福生（1928） 方纫秋（1929） 陈成达（1929） 王锡文（1931） 高筠时（1931） 任彬（1931） 张宏根（1935） 刘庆泉（1942） 张中威（1944） 徐根宝（1944） 胡之刚（1944） 杨礼敏（1945） 李维淼（1950） 奚志康（1956） 郑彦（1959） 秦国荣（1961） 张惠康（1962） 柳海光（1963） 鞠李瑾（1966） 李晓（1967） 成耀东（1967） 江津（1968） 吴兵（1968） 范志毅（1969） 毛毅军（1970） 刘军（1970） 朱琪（1972） 胡云峰（1973） 申思（1973） 谢晖（1975） 吴承瑛（1975） 祁宏（1976） 李彦（1980） 于涛（1981） 孙祥（1982） 毛剑卿（1986） 蔡慧康（1989） 朱辰杰（2000）
天津：
张俊秀（1934） 孙宝荣（1934） 李恒益（1936） 孙霞丰（1937） 宋恩牧（1939） 张业福（1940） 沈福儒（1942） 翟良田（1949） 刘金山（1950） 王建英（1955） 王广泰（1955） 左树声（1958） 陈金刚（1958） 徐树刚（1959） 吕洪祥（1960） 段举（1963） 霍建霆（1963） 山春季（1964） 施连志（1964） 韩金铭（1969） 孙建军（1973） 于根伟（1974） 张效瑞（1976） 迟嵘亮（1978） 刘云飞（1979） 曲波（1981） 杨君（1981） 曹阳（1981） 宗磊（1981） 苑维玮（1985） 冯仁亮（1988） 于洋（1989）
广东：
冼迪雄（1929） 苏永舜（1934） 容志行（1948） 杜智仁（1948） 何佳（1953） 关至锐（1953） 陈熙荣（1953） 蔡锦标（1954） 欧伟庭（1954） 古广明（1959） 谢志雄（1959） 吴群立（1960） 黄军伟（1960） 吴育华（1960） 王惠良（1960） 赵达裕（1961） 杨宁（1962） 池明华（1962） 郭亿军（1964） 麦超（1964） 张小文（1964） 孔国贤（1965） 伍文兵（1967） 谢育新（1968） 区楚良（1968） 胡志军（1970） 彭伟国（1971） 吴伟安（1981） 杨智（1983）刘彬彬（1993）林良铭（1997）
北京：
李凤楼（1912） 史万春（1926） 年维泗（1933） 胡登辉（1941） 洪元硕（1948） 王俊生（1948） 刘利福（1955） 沈祥福（1957） 路建人（1960） 李辉（1960） 杨朝晖（1962） 李建栋（1964） 高洪波（1966） 谢峰（1966） 曹限东（1968） 翟飚（1969） 符宾（1969） 谢朝阳（1971） 魏群（1971） 杨晨（1974） 李雷雷（1977） 杨璞（1978） 陶伟（1978） 徐云龙（1979） 邵佳一（1980） 杨昊（1983） 张烁（1983）
吉林：
李逢春（1923） 金龙湖（1926）金秉奎（1927）崔曾石（1932）朴万福（1935）金昌吉（1936）许京秀（1938）唐凤翔（1939）郑钟燮（1943）金光洙（1957）高仲勋（1965） 金光柱（1968）崔光日（1968） 姜峰（1970） 李红军（1970）赵家林（1976） 黄勇（1978） 李玮锋（1978）臧海利（1978）白岳峰（1987）刘晓东（1988）池文一（1988）朴成（1989）池忠国（1989）崔民（1989）尹鸿博（1989）金敬道（1992）高准翼（1995）
湖北：
林强（1960） 涂胜桥（1968） 冯志刚（1969） 蔡晟（1971） 郑斌（1977） 姜坤（1978） 蒿俊闵（1985） 曾诚（1987） 荣昊（1987） 邓卓翔（1988） 梅方（1989） 张稀哲（1991）
重庆：
严德俊（1935） 马明宇（1970） 姚夏（1974） 魏新（1977）
河南：
李松海（1941） 杜威（1982） 郜林（1986） 于海（1987）
河北：
王杭勤（1942） 李福宝（1955） 张呈栋（1989） 吴曦（1989）
江苏：
李红兵（1965） 孙可（1989） 吉翔（1990） 武磊（1991） 蒋圣龙（2000）
浙江：
戴麟经（1906） 王后军（1943） 张玉宁（1997） 王钰栋（2006）
四川：
王凤珠（1937） 朱平（1963）
安徽：
李毅（1979） 赵鹏（1983）韦世豪（1995） 陶强龙 （2001）
贵州：
黎兵（1969） 汪嵩（1983）
广西：
王峰（1956） 黄启能（1966）
黑龙江：
李宙哲（1944） 马林（1962）
福建：
李国宁（1942）黄紫昌(1997)
云南：
马克坚（1936）
湖南：
黄博文（1987）
香港：
戴伟浚（1999）
新疆：
拜合拉木（2003）

### 1949年后历届教练
| #  | 姓名                              | 国籍                | 年份                   | 场 数 | 胜 | 平 | 负 | 入 球 | 失 球 | 胜率    | 主要榮譽                            |
| -- | --------------------------------- | ------------------- | ---------------------- | ----- | -- | -- | -- | ----- | ----- | ------- | ----------------------------------- |
| 1  | 李凤楼                            | 中国                | 1951年－1952年         | 1     | 0  | 0  | 1  | 0     | 4     | 00.00%  |                                     |
| 2  | 约瑟夫                            | 匈牙利              | 1954年－1956年         | 3     | 2  | 0  | 1  | 4     | 6     | 66.67%  |                                     |
| 3  | 约瑟夫 戴麟经                     | 匈牙利 · 中国       | 1957年                 | 4     | 1  | 1  | 2  | 5     | 7     | 25.00%  |                                     |
| 4  | 陈成达                            | 中国                | 1958年－1962年         | 7     | 4  | 0  | 3  | 14    | 8     | 57.14%  |                                     |
| 5  | 年维泗                            | 中国                | 1963年                 | 13    | 7  | 3  | 3  | 26    | 11    | 53.85%  |                                     |
| 6  | 方纫秋                            | 中国                | 1964年                 | 0     | 0  | 0  | 0  | 0     | 0     | 00.00%  |                                     |
| 7  | 年维泗                            | 中国                | 1965年－1973年         | 28    | 19 | 6  | 3  | 97    | 40    | 67.68%  |                                     |
|    | 年维泗（主教练） 任彬（执行教练） | 中国 · 中国         | 1974年－1976年         | 27    | 14 | 5  | 8  | 58    | 40    | 51.85%  | 1976年亚洲杯季军                    |
| 8  | 张宏根                            | 中国                | 1977年                 | 10    | 6  | 1  | 3  | 20    | 12    | 60.00%  |                                     |
| 9  | 年维泗                            | 中国                | 1978年                 | 14    | 8  | 1  | 5  | 25    | 12    | 57.14%  | 1978年亚运会铜牌                    |
| 10 | 张宏根                            | 中国                | 1979年                 | 0     | 0  | 0  | 0  | 0     | 0     | 00.00%  |                                     |
| 11 | 年维泗                            | 中国                | 1980年                 | 5     | 2  | 2  | 1  | 11    | 4     | 40.00%  |                                     |
| 12 | 苏永舜                            | 中国                | 1980年－1982年         | 20    | 9  | 5  | 6  | 20    | 18    | 45.00%  |                                     |
| 13 | 张宏根                            | 中国                | 1982年                 | 10    | 3  | 5  | 2  | 11    | 10    | 30.00%  |                                     |
| 14 | 曾雪麟                            | 中国                | 1983年－1985年         | 42    | 24 | 6  | 12 | 99    | 35    | 57.14%  | 1984年亚洲杯亚军                    |
| 15 | 年维泗                            | 中国                | 1985年－1986年         | 26    | 14 | 7  | 5  | 44    | 24    | 53.85%  |                                     |
| 16 | 高丰文                            | 中国                | 1986年－1990年         | 56    | 27 | 13 | 16 | 112   | 40    | 48.21%  | 1988年亚洲杯殿軍 汉城奥运会第一圈   |
| 17 | 徐根宝                            | 中国                | 1991年－1992年         | 0     | 0  | 0  | 0  | 0     | 0     | 00.00%  |                                     |
| *  | 陈熙荣（代理主教练）              | 中国                | 1992年                 | 5     | 3  | 0  | 2  | 9     | 10    | 60.00%  |                                     |
| 18 | 施拉普纳                          | 德国                | 1992年－1993年         | 25    | 9  | 6  | 10 | 35    | 27    | 36.00%  | 1992年亚洲杯季军                    |
| 19 | 戚务生                            | 中国                | 1994年－1997年         | 55    | 27 | 13 | 15 | 97    | 60    | 49.09%  | 1994年亚运会银牌                    |
| 20 | 霍顿                              | 英格兰              | 1997年－1999年         | 17    | 10 | 3  | 4  | 36    | 15    | 58.82%  | 1998年亚运会铜牌                    |
| *  | 金志扬（代理主教练）              | 中国                | 2000年                 | 5     | 5  | 0  | 0  | 21    | 0     | 100.00% |                                     |
| 21 | 米卢                              | 塞爾維亞 · 墨西哥   | 2000年1月－2002年6月   | 46    | 20 | 11 | 15 | 75    | 20    | 43.48%  | 2000年亚洲杯第四 2002年世界杯第一圈 |
| *  | 沈祥福（教练组长）                | 中国                | 2002年                 | 3     | 1  | 2  | 0  | 5     | 3     | 33.33%  |                                     |
| 22 |                                   | 荷蘭                | 2002年12月－2004年11月 | 30    | 17 | 7  | 6  | 52    | 22    | 56.67%  | 2004年亚洲杯亚军                    |
| 23 | 朱广沪                            | 中国                | 2005年3月－2007年7月   | 24    | 7  | 6  | 11 | 26    | 31    | 29.17%  | 2005年东亚锦标赛冠军                |
| 24 | 杜伊科維奇 福拉多（执行教练）     | 塞爾維亞 · 塞爾維亞 | 2007年9月－2008年6月   | 18    | 6  | 7  | 5  | 28    | 16    | 33.33%  |                                     |
| *  | 殷铁生（临时教练组组长）          | 中国                | 2008年12月－2009年1月  | 6     | 2  | 0  | 4  | 11    | 12    | 33.33%  |                                     |
| 25 | 高洪波                            | 中国                | 2009年5月－2011年8月   | 38    | 24 | 10 | 4  | 65    | 31    | 60.53%  | 2010年東亞錦標賽冠军                |
| 26 |                                   | 西班牙              | 2011年8月－2013年6月   | 20    | 7  | 2  | 11 | 23    | 31    | 35%     |                                     |
| *  | 傅博（代理主教练）                | 中国                | 2013年6月－2014年3月   | 9     | 4  | 4  | 1  | 18    | 11    | 44.44%  | 2013年東亞盃亞軍                    |
| 27 |                                   | 法國                | 2014年2月－2016年1月   | 25    | 11 | 10 | 4  | 45    | 18    | 45.83%  | 2015年東亞盃亚军                    |
| 28 | 高洪波                            | 中国                | 2016年2月－2016年10月  | 8     | 3  | 1  | 4  | 12    | 9     | 37.5%   |                                     |
| 29 | 马塞洛·里皮                       | 義大利              | 2016年10月－2019年1月  | 30    | 10 | 9  | 11 | 35    | 41    | 33.33%  | 2017年東亞盃季军                    |
| *  | 法比奥·卡纳瓦罗 (集训队主教练)    | 義大利              | 2019年3月－2019年4月   | 2     | 0  | 0  | 2  | 0     | 2     | 0%      |                                     |
| 30 | 马塞洛·里皮                       | 義大利              | 2019年5月－2019年11月  | 6     | 4  | 1  | 1  | 16    | 2     | 66.7%   |                                     |
| 31 | 李铁                              | 中国                | 2019年12月－2021年12月 | 13    | 6  | 2  | 5  | 27    | 15    | 46.5%   | 2019年東亞足球錦標賽季军            |
| *  | 亚历山大·扬科维奇（代理主教练）   | 塞爾維亞            | 2022年7月              | 3     | 1  | 1  | 1  | 1     | 3     | 33.3%   | 2022年東亞盃季軍                    |
| 32 | 李霄鹏                            | 中国                | 2021年12月－2023年2月  | 4     | 0  | 1  | 3  | 2     | 8     | 0%      |                                     |
| 33 | 亚历山大·扬科维奇                 | 塞爾維亞            | 2023年2月-2024年2月    | 17    | 5  | 5  | 7  | 14    | 15    | 29.4%   |                                     |
| 34 | 布兰科·伊万科维奇                 |                     | 2024年2月-2025年       | 14    | 4  | 2  | 8  | 14    | 25    | 25%     |                                     |

## 赞助商
| 赞助商   | 年份           |
| -------- | -------------- |
| 阿迪达斯 | 1984年－2014年 |
| 耐克     | 2015年－至今   |

## 备注
1. ↑  来源于《天津体育》杂志的中华全国体育总会中央体训班足球队员名单（29人）[4]：徐福生、高秀清、邢桂福、庄文权、姜杰祥、陈成达（华东队中场[5]）、钱允庆（华东队前锋[5]）、方纫秋（华东队前锋[5]）、何家统（华东队后卫[5]）、郑德耀（华东队后卫[5]）、张杰（华东队前锋[5]）、张邦伦（守门员[5]）、曹桂明、邵先凯、李朝贵、史万春、年维泗、王礼宾、郭鸿滨（东北队中锋[5]）、王政文、王寿先、金秉奎、丛安庆、李逢春、崔曾石、金龙湖、孙福成、萧子文、高保正。另有报道[5]提及守门员马绍华（东北队）亦是其中一员。但此报道提及华东队的大连人李承先，不在29人名单中，是否因名字错误，亦或其它原因，不详。
2. ↑  根据官方统计，1995年中国的青少年足球人口为65万，2011年初，此数字为7,000[26][27]。
3. ↑  1924年中国足球协会成立之前中国队的所有比赛均没有被FIFA计作A级比赛。

## 資料來源
1. ↑  . FIFA. 2025年4月3日  [2025年4月3日].
2. ↑  Elo rankings change compared to one year ago. . eloratings.net. 2025年6月11日  [2025年6月11日].
3. ↑  李铭. . 新浪网，来源：《天津体育》杂志. 2013-07-25  [2019-07-08]. （原始内容存档于2020-10-03） （简体中文）.
4. ↑  李铭. . 新浪网，来源：《天津体育》杂志. 2013-07-25  [2019-07-08]. （原始内容存档于2020-10-04） （简体中文）.
5. 1 2 3 4 5 6 7 8 9 10  . 搜狐网，来源：北国网-半岛晨报. 2013-01-07  [2019-07-08]. （原始内容存档于2020-11-16） （简体中文）.
6. ↑  乐德根. . www.ppsport.com. 2019-09-02  [2020-10-23]. （原始内容存档于2020-12-05） （简体中文）.
7. ↑  乐德根. . www.ppsport.com. 2019-09-02  [2020-10-23]. （原始内容存档于2020-12-05） （简体中文）.
8. ↑  乐德根. . www.ppsport.com. 2019-09-02  [2020-10-23]. （原始内容存档于2020-12-05） （简体中文）.
9. ↑  乐德根. . www.ppsport.com. 2019-09-02  [2020-10-23]. （原始内容存档于2020-12-05） （简体中文）.
10. ↑  乐德根. . www.ppsport.com. 2019-09-02  [2020-10-23]. （原始内容存档于2020-12-05） （简体中文）.
11. ↑  乐德根. . www.ppsport.com. 2019-09-03  [2020-10-23]. （原始内容存档于2020-12-05） （简体中文）.
12. ↑  . 腾讯体育. 2008-06-15  [2014-06-21]. （原始内容存档于2018-11-18） （简体中文）.
13. ↑  乐德根. . www.ppsport.com. 2019-09-04  [2020-10-23]. （原始内容存档于2020-11-04） （简体中文）.
14. ↑  乐德根. . www.ppsport.com. 2019-09-05  [2020-10-23]. （原始内容存档于2020-11-04） （简体中文）.
15. ↑  乐德根. . www.ppsport.com. 2019-09-06  [2020-10-23]. （原始内容存档于2020-12-05） （简体中文）.
16. ↑  大雄Gaucho. . www.ppsport.com. 2019-09-08  [2020-10-23]. （原始内容存档于2020-12-05） （简体中文）.
17. ↑  凤凰网. .   [2019-04-28]. （原始内容存档于2022-04-22）.
18. ↑  新民晚报. . 搜狐网.   [2021-09-13]. （原始内容存档于2022-04-22）.
19. ↑  澎湃新闻. .   [2020-01-02]. （原始内容存档于2022-04-22）.
20. ↑  . 中国新闻网. 2021-05-31  [2025-06-06] –新浪新闻中心.
21. ↑  中国足球协会. .   [2021-12-03]. （原始内容存档于2021-12-03）.
22. ↑  搜狐体育. .   [2022-02-01]. （原始内容存档于2022-04-22）.
23. ↑  . www.thecfa.cn.   [2023-02-24]. （原始内容存档于2023-02-24）.
24. ↑  德國之聲中文網. . 德國之聲. 2024-09-06  [2024-09-06]. （原始内容存档于2025-01-21）. 周四，中國隊在世界盃預選賽中以0：7敗給日本，令中國球迷又一次大感失望。事實上，足球運動在中國很受重視，中共總書記習近平也曾多次就發展中國足球做出指示。
25. ↑  华小岚. . 懂球帝.   [2025-06-06].
26. ↑  .   [2011-07-05]. （原始内容存档于2022-11-30）.
27. ↑  .   [2010-02-08]. （原始内容存档于2022-11-30）.
28. ↑  .   [2011-10-25]. （原始内容存档于2020-12-05）.
29. ↑  .   [2011-10-24]. （原始内容存档于2020-12-05）.
30. ↑  .   [2015-04-02]. （原始内容存档于2020-12-05）.
31. ↑  .   [2015-04-02]. （原始内容存档于2020-10-24）.
32. ↑  .   [2022-01-01]. （原始内容存档于2022-05-18）.
33. ↑  .   [2007-08-04]. （原始内容存档于2007-08-27）.
34. ↑  .   [2007-08-04]. （原始内容存档于2020-11-15）.
35. ↑  .   [2007-08-04]. （原始内容存档于2020-12-05）.
36. ↑  .   [2011-08-08]. （原始内容存档于2014-07-25）.
37. ↑  . YouTube.   [2011-08-08]. （原始内容存档于2020-06-24）.
38. ↑  . 新浪视频.   [2011-09-12]. （原始内容存档于2014-08-19）.
39. ↑  . bilibili.   [2025-06-06].
40. ↑  . bilibili.   [2025-06-06].
41. ↑  中国足球队. . 2025-06-10  [2025-06-10] –新浪微博.
42. 1 2  . FIFA.   [2023-05-18]. （原始内容存档于2023-05-18） （英语）.

## 外部連結
- 中國足球協會官方網站（页面存档备份，存于）
- 中国之队官方网站（页面存档备份，存于）
- 中文足球資料大全
- 中国国家足球队数据库（页面存档备份，存于）